# Drábsko
Drábsko (hongrois : Darabos) est un village de Slovaquie situé dans la région de Banská Bystrica.

## Histoire
Première mention écrite du village en 1810.

## Démographie

### Évolution de la population
| Année:               | 1994. | 2004.    | 2014.    | 2024.    |
| -------------------- | ----- | -------- | -------- | -------- |
| Nombre de personnes: | 274   | 246      | 209      | 156      |
| Différence:          |       | -10,21 % | -15,04 % | -25,35 % |

| Année:               | 2023. | 2024.   |
| -------------------- | ----- | ------- |
| Nombre de personnes: | 161   | 156     |
| Différence:          |       | -3,10 % |